# Список войн и сражений Средиземья
В легендариуме Дж. Р. Р. Толкина описано множество войн и сражений, происходивших в землях Амана, Белерианда, Нуменора и Средиземья. Они описаны в таких книгах, как «Сильмариллион», «Хоббит», «Властелин колец», «Неоконченные сказания» и других произведениях, изданных посмертно под редакцией Кристофера Толкина.
Ниже приведён список битв вымышленного мира Средиземья в хронологическом порядке.

## До Первой Эпохи

### Первая битва Валар и Мелькора
Когда Валар вошли в Арду, она была безжизненна и бесформенна, и Валар лишь предстояло воплотить то, что они узрели в видении Илуватара. Великий труд этот длился бессчётные века. В созидании мира главная роль пришлась на Манвэ, Улмо и Аулэ, но и Мелькор был в Арде с самого начала и вмешивался во все дела Валар, продвигая свои собственные замыслы, и возжёг великие пожары. Пока Земля была ещё молода и объята пламенем, Мелькор возжелал полной власти над ней и объявил Арду своим королевством. Против него выступил брат его, Манвэ; на помощь ему слетели многие духи, чтобы не помешал Мелькор завершению их трудов. Они трудились сообща, придавая Земле законченность, упорядочивая хаос и укрощая буйство стихий. Так началась первая война между Мелькором и прочими Валар.
Будучи сильнейшим из них, Мелькор побеждал в войне до тех пор, пока на помощь Валар не пришёл непобедимо сильный и смелый дух — Тулкас. В глубине небес, где он обитал, прослышал он про битву, разыгравшуюся в Арде, и вздрогнула земля от раскатов его смеха, когда вышел он на битву с Мелькором. В бою его ярость не знала границ, и, не выдержав смеха и гнева воина, Мелькор отступил, скрывшись во внешнем мраке за Стенами Ночи. Там он долгое время и находился, вынашивая свои тёмные замыслы, и с тех пор возненавидел Тулкаса. В Арде же надолго воцарился мир.

### Разрушение Светильников
После бегства Мелькора Валар упорядочили моря, и земли, и горы; и Йаванна бросила в землю семена. Теперь, когда огонь был укрощён или погребён в недрах первозданных холмов, понадобился свет. Для освещения Арды Валар создали два великих Светильника, названных Иллуин и Ормал, и установили их на могучих каменных столпах. Свет их струился над Землёй, освещая её от края до края, и был вечный день, и все семена, посеянные Йаванной, пошли в рост. В центре, где сливался свет двух Светильников, Валар создали своё Первое Королевство на острове Алмарен посреди Великого озера, где и жили, любуясь юным миром.
Однажды Манвэ решил устроить великий пир, и Валар вместе с Майар отправились туда. К тому же Аулэ и Тулкас устали от постоянных трудов, и им был необходим отдых.
Однако Мелькор даже во внешнем мраке узнал о празднике Валар, ибо были у него уже тогда тайные друзья и шпионы среди Майар, которых он совратил на свою сторону, и обуяла его великая зависть и ненависть ко всем творениям Валар, которые он жаждал подчинить себе. Выбрав момент, когда Тулкас, взявший тогда в жёны Нэссу, уснул, он собрал всех преданных ему духов, перебрался через Стены Ночи и начал постройку своей крепости Утумно на севере мира. Валар же не заметили его из-за яркого света Иллуина. Из своей крепости Мелькор начал подтачивать творение Валар, отравляя воды и леса. Прекрасных созданий Йаванны он терзал и мучил, пока они не превратились в чудовищ, жаждущих крови. И когда Мелькор счёл себя достаточно сильным, он открыто выступил против Валар, объявив им войну.
Когда Валар наконец увидели, что с севера стали исходить зло и ненависть, принося в мир многочисленные бедствия, они поняли, что Мелькор вернулся, и начали искать его тайное убежище. Однако Мелькор решил нанести удар первым, и в 3450 году по валианскому летоисчислению уничтожил оба Великих Светильника, обрушив их колонны. Всепожирающее пламя охватило весь мир. Земная твердь раскололась, моря вышли из берегов. Прекрасное королевство Валар было полностью разрушено. Мир снова погрузился во мрак. Происходили землетрясения, пылали пожары, на море поднялись огромные волны. Потребовалась вся мощь Валар, чтобы смирить силу глобальных катаклизмов и не допустить полного уничтожения мира.
Очертания Арды и симметрия её вод и земель были нарушены. Возникли новые континенты: Аман на западе, Средиземье в центре и необитаемые земли (позднее названные Зёмлей Солнца) на востоке. На месте крушения северного Светильника возникло внутреннее море Хелькар, заливом которого стало озеро Куивиэнен. На месте крушения южного Светильника возникло море Рингиль.
С разрушением двух Светильников закончилась Весна Арды, и Валар отправились в Аман и основали там свою новую обитель — Валинор. Мелькор же ускользнул и, хотя Тулкас пытался догнать его, скрылся в подземельях Утумно. Валар же пытались спасти из хаоса разрушения всё, что было можно, и не стали сражаться с Мелькором, понимая, что война принесёт новые разрушения. К тому же им пока не было известно, в каких местах появятся Дети Илуватара, и час их прихода сокрыт был от Валар. Поэтому они опасались снова перестраивать Средиземье.

## Первая Эпоха

### Война Стихий и осада Утумно
Переселившись в Валинор, Валар долго жили там в блаженстве, в то время как Мелькор в Утумно укреплял свою мощь и бодрствовал, собрав вокруг себя духов, верных ему, самыми страшными из которых были балроги, зловещим обликом подобные самому Мелькору. В Утумно также расплодились ужасные чудовища, позже долго тревожившие мир, а Мелькор распространил свою власть и на юг Средиземья. Недалеко от северо-западных берегов моря он построил себе ещё одну крепость и арсенал, чтобы защититься от возможного нападения Валар со стороны Амана, крепость эта называлась Ангбанд. Командовать им Мелькор поставил своего самого верного слугу — Майа Саурона.
Из всех Валар Йаванна и Оромэ чаще всего бывали в Средиземье. Они приносили остальным Валар тревожные вести, и однажды Йаванна, выступая на совете Валар, призвала их очистить мир от зла перед приходом в него старших Детей Илуватара — эльфов. Тулкас поддержал её, но Манвэ остудил его пыл, заметив, что время для битвы с Мелькором ещё не пришло. Тогда Варда в преддверии прихода Перворождённых взяла серебряную росу Тельпериона, собранную в чаши, и из неё сотворила над Средиземьем новые звёзды, много ярче прежних.
Как только Варда окончила свой великий труд, у озера Куивиэнен пробудились эльфы, Перворождённые Илуватара, и долго жили там. Здесь их нашёл Оромэ. Многих квенди, однако, явление Оромэ поначалу повергло в ужас; как стало известно Валар позднее, Тёмный Властелин Мелькор за несколько лет до прихода Оромэ первым узнал о пробуждении квенди и насылал своих злобных духов шпионить за ними. Эльфы, уходившие далеко от озера, исчезали, и никто их более не видел — со временем Мелькор, изуродовав и подвергнув их пыткам, вывел из них отвратительный народ орков из зависти к эльфам и в насмешку над ними; эльфам же были они впредь злейшими врагами.
Желая оградить эльфов от мрака Мелькора, Валар по совету Илуватара решили объявить войну Мелькору и вернуть себе власть над Ардой. Этому сразу обрадовался Тулкас, а Аулэ огорчился, предвидя многочисленные разрушения, которые принесёт война.
Армию Валар, вышедшую из Амана, Мелькор встретил на северо-западе Средиземья, и последовала недолгая схватка, закончившаяся победой Валар и обратившая весь тот край в руины. Мелькор же отступил в цитадель Утумно, и Валар начали его осаду. Осада продолжалась долго, и немало битв произошло в ходе её, но эльфам об этом ничего не известно. Валар выставили стражу вокруг озера Куивиэнен, и после того ничего не знали квенди о совершающейся битве; ощущали лишь, как содрогается и стонет Земля, как всколыхнулись воды и на севере вспыхивали огни, словно полыхали там яростные пожары.
В ту пору изменились очертания Средиземья, и Великое море, что отделяло его от Амана, устремилось вглубь и вширь и затопило берега. Земли к северу превратились в безжизненную пустыню; там, в подземных глубинах, возведена была крепость Утумно, и скопились там бесчисленные рати слуг Мелькора. В конце концов врата Утумно пали, залы обрушились, а Мелькор укрылся в самом дальнем подземелье. Тогда вперёд вышел Тулкас и вызвал Мелькора на поединок, в ходе которого тот был повержен и пленён.
Тогда сковали Мелькора цепью Ангаинор, выкованной Аулэ, и с завязанными глазами привели на суд Валар в Маханаксар. И хотя он молил о прощении, ему присудили три века заключения в темнице крепости Мандоса, и только после этого мог он снова просить о помиловании.
Несмотря на поражение Мелькора, его крепости не были окончательно разрушены: самые глубокие подземелья Валар не смогли обнаружить и уничтожить. В них оставалось ещё много чудовищных слуг Мелькора, другие же бежали во тьму и скитались там, ожидая своего времени. Не был найден также и Саурон.

### Затмение Валинора
Разбив армии Мелькора и пленив его, Валар призвали эльфов к себе в Валинор. По прошествии трёх веков заточения Мелькора вновь привели на суд Валар. Мелькор смиренно пал к ногам Манвэ и взмолился о прощении, поклявшись, что будет помогать Валар во всех их трудах. Манвэ даровал ему прощение, однако Валар не желали отпускать его из-под надзора, и Мелькор вынужден был поселиться в стенах Валимара.
В глубине души Мелькор более всего ненавидел эльдар, помня, что именно из-за них претерпел огромные унижения, однако усердно имитировал своё полное исправление и раскаяние, помогая советами всем, кто в них нуждался. Видя это, Манвэ через некоторое время даровал ему полное прощение и свободу передвижения, ибо поверил, что зло Мелькора излечено. Однако Ульмо и Тулкас не доверяли раскаянию Мелькора.
В то время Феанор, величайший мастер эльфов-нолдор, сын короля Финвэ, создал три драгоценных кристалла — Сильмариллы, в которых горел смешанный свет Древ Валар. Мелькор же, узнав об этом, страстно возжелал обладания этими камнями и прикладывал все усилия, чтобы уничтожить Феанора и положить конец дружбе эльфов и Валар. В частности, он принялся распускать среди эльфов сплетни о том, что они на самом деле пленники Валар, которые завидуют их красоте и мастерству и удерживают в Валиноре, намереваясь отдать обширные просторы Средиземья ещё не проснувшимся смертным людям. Со временем многие эльфы поверили этой лжи.
Также Мелькор стремился поссорить между собой сыновей Финвэ, распуская слухи о том, что Финголфин задумал лишить Феанора главенства в Доме Финвэ и захватить престол нолдор. Финголфину и Финарфину он говорил, что надменный Феанор задумал прогнать их из Тириона, повелевая безвольным отцом. В результате нолдор начали тайно изготавливать оружие и доспехи, а через какое-то время между сыновьями Финвэ произошла ссора, во время которой Феанор поднял меч на своего брата. Об этом узнали Валар, и Феанор предстал пред их судом, на котором вскрылась вся ложь Мелькора. Манвэ, опечалившись произошедшим, отправил Феанора в изгнание на двенадцать лет, а Мелькора приказал взять под стражу, однако тот, узнав о суде над Феанором и предвидя приговор Валар, скрылся из Валимара. Вместе с Феанором в изгнание отправился и Финвэ, оставив правление народом нолдор Финголфину. Сильмариллы Феанор также взял с собой.
Некоторое время спустя Мелькор пришёл к Феанору и предложил свою дружбу и помощь в бегстве из «рабства» Валар. Феанор, однако, прогнал его прочь. Оскорблённый Мелькор умчался из Валинора, подобно чёрной тени. Валар ожидали, что Мелькор отправится на север Средиземья, к своим прежним крепостям, и отправили погоню за ним, однако Мелькор, заметая следы, добрался до южной пустынной области Аватар. Там он отыскал чудовищное порождение тьмы, демона-паучиху Унголиант, из числа тех, кого Мелькор в давние века склонил ко злу и привлёк к себе на службу. Мелькор явился ей в образе, что носил некогда как тиран Утумно, — образ тёмного Властелина, могучего и ужасного. С тех пор он постоянно носил это обличье. Мелькор уговорил её отправиться в Валинор и отомстить Валар, пообещав за это дать ей всё, что она пожелает.
В Валиноре было в то время празднество, и все Валар, Майар и эльфы собрались на Таникветиле на великом пире во славу Эру Илуватара. В то же самое время Мелькор и Унголиант, окутанные плащом тьмы, пробрались в Валинор через горную цепь Пелори, стремительно пересекли поля Валинора и приблизились к зелёному холму Эзеллохар, где росли Два Древа. И Мелькор ранил Древа своим копьём, а Унголиант высосала их сок своим чёрным клювом, и Древа погибли, а Валинор погрузился во тьму. После этого Унголиант окутала Мелькора своим мраком, и они умчались прочь. Манвэ же увидел облако тьмы, несущееся на север, и понял, что причина произошедшего — Мелькор, и послал за ним в погоню Тулкаса и Оромэ, однако во тьме они не смогли найти его.
Йаванна, осмотрев погибшие Древа, сказала, что создать что-то подобное ей никогда уже не удастся, но Древа можно было бы вернуть к жизни, взяв их свет из Сильмариллов. Феанор вначале заколебался, но затем с негодованием отказался, заявив, что Валар ничуть не лучше Мелькора и, как и он, пытаются хитростью завладеть Сильмариллами. В это время, однако, прибыли гонцы из Форменоса и принесли печальную весть о том, что Мелькор явился в крепость, убил Финвэ и забрал все драгоценности нолдор, включая Сильмариллы. Тогда обезумевший от горя Феанор проклял Мелькора и нарёк его Морготом, Чёрным Врагом мира.
Все эти события впоследствии привели к принесению Феанором и его сыновьями кощунственной клятвы, причинившей нолдор и прочим народам Средиземья неисчислимые беды и лишения, описанные в «Квента Сильмариллион».

### Резня в Алквалондэ
Резня в Алквалондэ (англ. Kinslaying at Alqualondë) — первый и самый известный конфликт из числа Братоубийственных войн (англ. Kinslaying), впервые описанный в «Сильмариллионе». В повествовании о Резне рассказывается о битве между эльфами-нолдор, ведомыми Феанором, и их сородичами, эльфами-тэлери.
Открыто выступив против воли Валар, Феанор побудил множество нолдор покинуть Валинор, направиться в свободные земли Средиземья и сразиться с Тёмным Владыкой Морготом, дабы отомстить за убийство Верховного короля нолдор Финвэ и вернуть украденные Морготом Сильмариллы, в которых были заключены судьбы Арды и благословенный свет Древ. Единственный представлявшийся возможным путь в Средиземье (Хэлкараксэ считалось непреодолимым) пролегал через море на кораблях, которые нолдор строить не умели. Тогда Феанор привёл своё войско к стенам Алквалондэ и стал просить мореплавателей тэлери присоединиться к исходу из Валинора или же помочь изгнанникам переправиться в Средиземье. Но тэлери и их король, Ольвэ, послушные воле Валар, не только отказались покинуть берега Валинора, но и не предоставили бунтовщикам нолдор никакой помощи.
Получив отказ, Феанор пришёл в ярость, так как нолдор в своё время оказали помощь прибывшим к берегам Валинора тэлери в строительстве Алквалондэ, а позже не раз щедро одаряли тэлери множеством драгоценных камней (которыми те усеяли свои берега). Теперь же тэлери отказали в ответной помощи. Нолдор под предводительством Феанора вошли в Алквалондэ и попытались захватить суда тэлери силой. Те же, защищая свои корабли, сбросили многих нолдор, закованных в доспехи, в море. Напавшие обнажили мечи, и в результате последовавшей резни, многие (возможно, сотни) эльфов с обеих сторон были убиты. Будучи слабо вооружёнными, тэлери всё же смогли какое-то время защищаться, отбрасывая нолдор Феанора, пока не подоспело второе войско нолдор под предводительством Фингона, сына Финголфина, которые, увидев, как гибнут их собратья, вступили в схватку и сломали сопротивление мореходов. В итоге многие из тэлери были убиты, а их корабли — захвачены. Посланцы тэлери прибыли с вестями о резне к Валар, но те не стали удерживать нолдор и даже воспрепятствовали майа Оссэ из свиты Ульмо, желавшему обрушить на них могущество морской стихии. Однако Уинен — ещё одна майа из свиты Ульмо — оплакала погибших тэлери, и всегда спокойное море разразилось необычайной бурей, которая потопила вместе с захватчиками-нолдор немало белоснежных кораблей, представлявших для тэлери такую же ценность, как камни для нолдор — труд их души, которого им никогда не повторить вновь.
Однако вскоре гнев Валар всё же явил себя по-настоящему, и на бунтовщиков-нолдор и на Дом Феанора обрушилось Проклятие (Пророчество) Мандоса, сулившее им горе, беды, раздоры, предательства и гибель — либо от оружия, либо от угасания (усталости от мира). Некоторые, вняв пророчеству, повернули назад, но большинство нолдор продолжило свой путь.
Хотя тэлери к концу Первой Эпохи простили нолдор их вероломство, они отказались принять участие в боевых действиях во время Войны Гнева, но перевезли на своих кораблях армии эльфов-ваниар и нолдор на западное побережье Средиземья.

### Войны Белерианда (Война Камней)
Войны Белерианда длились шесть веков, и в них произошло шесть крупных битв. Начались они после возвращения в Средиземье Мелькора-Моргота, погубившего в Валиноре Древа Валар и похитившего Сильмариллы. Предводитель эльфов-нолдор Феанор возглавил войско, отправившееся в Белерианд для борьбы с Морготом и возвращения Сильмариллов. Война за обладание Сильмариллами, описанная в «Сильмариллионе», известна как Война Камней.
В ранних хронологиях «Анналов Валинора» Толкиен датирует уничтожение Света Дерев 29 980 годом с сотворения Арды, примерно за двадцать человеческих лет до первого восхода Солнца. Валиэр Йаванна и Ниэнна спасли серебряный цветок Тэлпериона и золотой плод Лаурелина. Их поместили в сосуды, выкованные Аулэ-Кузнецом, и в 30 000-й человеческий год после сотворения мира эти сияющие сосуды вознеслись на небеса и стали Луной и Солнцем, вечно озарявшими своим светом все просторы Арды. Когда взошедшее на западе Солнце впервые озарило мир, тогда же пробудились люди, которых Эру Илуватар скрыл на востоке Средиземья, в Хильдориэне, «Краю Идущих Следом».
Первая Битва произошла через десять лет после похищения Морготом Сильмариллов, когда Моргот послал своих орков против эльфов-синдарин. Орды орков были разбиты и отброшены в Ангбанд.
Вторая Битва произошла за четыре человеческих года до восхода Солнца. Это была Битва под Звёздами (Дагор-нуин-Гилиат). Армия Моргота сразилась в северо-западной части Белерианда с прибывшим в Средиземье войском нолдор Феанора. Эльфы уступали в численности, но они десять дней отчаянно сражались, перебив всех, кто им противостоял, а остатки армии Моргота бежали в Ангбанд.
В 56 году Солнца Первой Эпохи Моргот сумел собрать новую армию, значительно превосходившую две предыдущие армии, вместе взятые. Третья Битва получила название Дагор Аглареб (Славная Битва). Эльфы не только одержали победу над легионами орков, но и полностью их уничтожили.
Ангбанд был подвергнут осаде, продолжавшейся почти четыре века. Орки совершали набеги на Хитлум, а в 260 году к ним присоединился дракон Глаурунг. Но всё же по большей части в Белерианде царил мир. Тем временем несколько приспешников Моргота сумели пробраться южнее Железных гор, и когда Моргот всё же нарушил Долгий Мир, он был полностью готов к сражению.
В 455 году легионы орков повели в бой балрогов и огнедышащих драконов. Так произошла Четвёртая Битва, Битва Внезапного Пламени (Дагор Браголлах). За ней последовала Пятая Битва, Битва Бессчётных Слёз (Нирнаэт Арноэдиад). Моргот одержал полную победу, и эльфийские королевства Белерианда были разрушены одно за другим: Нарготронд (496), затем Менегрот и, наконец, Гондолин (511).
Почти век Моргот безраздельно владычествовал над Средиземьем. Но Валар и Майар не могли с этим мириться. В 601 году они в третий и последний раз выступили против Чёрного Врага. Началась Война Гнева, и свершилась Великая Битва. В результате погиб не только Ангбанд, но и весь Белерианд. Железные и Синие горы рухнули, и великие воды затопили землю. Затопленный Белерианд опустился на дно Западного моря. Моргот был повержен и навечно изгнан в Пустоту. Так завершилась Первая Эпоха мира.

#### Первая Битва
Уничтожив Древа Валар, Мелькор-Моргот и Унголиант, сокрытые облаком тьмы, бежали в Средиземье. Вернувшись в Ангбанд, Моргот вновь собрал под своё владычество всех своих слуг, заново отстроил свою цитадель, а над вратами воздвиг тройной пик скалы Тангородрим. Там собрались неисчислимые рати его чудовищ и демонов, а в недрах земли плодилось и размножалось гнусное племя орков, которых Тёмный Владыка наделил дикой жаждой к разрушению и убийству. С возвращением Моргота тёмная тень пала на Белерианд. От врат цитадели Тёмного Владыки до Менегрота — подземного города владыки синдарин Тингола — было всего лишь сто пятьдесят лиг.
В 1497 году Древ полчища орков из Ангбанда заняли северные нагорья и оттуда неожиданно вторглись в пределы Белерианда. В обширном королевстве Тингола эльфы в ту пору селились в лесах и долинах обособленно, небольшими общинами и родами. Только возле Менегрота и в краю мореходов обитали многочисленные общины. Орки обошли Менегрот с двух сторон и отрезали его от Эглареста — города Кирдана Корабела на побережье Фаласа в Западном Белерианде. Гавани были осаждены орками. Тингол отправил гонцов к Дэнетору, и вскоре от него пришёл большой вооружённый отряд. Он принял бой с войском орков, положив начало Войнам Белерианда. Восточная орда была окружена и разбита на полпути между Аросом и Гелионом. Немногие уцелевшие орки бежали на север и там погибли под топорами гномов, вышедших из-под горы Долмед. Правда, эльфы тоже понесли серьёзные потери. Воины Денетора уступали оркам в вооружении, и сам он пал, не дождавшись подхода основных сил Короля Тингола, жестоко отомстившего за его гибель. Тингол в поединке убил вождя орков Болдога.
Возвратившись после победы в Менегрот, Тингол узнал о тяжёлом поражении на западе, где отряды Кирдана были разбиты и оттеснены к самому побережью. Тингол призвал к себе всех свободных эльфов. После Первой Битвы Белерианда Дориат («Ограждённое Королевство») был защищён магическим Поясом Мелиан, названным так в честь его создательницы, жены короля Тингола, — непроницаемой чародейской стеной, через которую ни одно разумное живое существо не могло проникнуть, если на то не было воли Тингола. На остальных территориях Средиземья хозяйничали орки.

#### Битва под звёздами (Дагор-нуин-Гилиат)
Дагор-нуин-Гилиат стала второй битвой Войны Самоцветов между нолдор и Морготом, которая произошла, когда Солнце и Луна ещё не были созданы.
Прибыв в Белерианд, Феанор приказал сжечь корабли, чтобы они не вернулись в Аман за войском Финголфина. Благодаря этому Моргот узнал о прибытии эльфов и решил напасть на них, пока они ещё не были готовы. Застигнутые врасплох, нолдор, однако, быстро оправились от неожиданности. В их глазах не успел ещё померкнуть Свет Амана, и длинные мечи в мощных руках грозно сверкали, сея ужас и смерть. Орки не выдержали первой же схватки и бежали, а нолдор нещадно гнали их через Сумеречные горы, до самой равнины Ард-Гален, простиравшейся к северу от Дортониона. Здесь к оркам пришла помощь. Большой отряд, направлявшийся на юг, для осады Гаваней Фаласа, повернул на выручку соплеменникам и тут же угодил в ловушку. Келегорм, сын Феанора, перехватил их у истоков Сириона.
Ослеплённый гневом и ненавистью, Феанор бросился в погоню за бегущими орками и далеко опередил своё войско; увидев это, орки неожиданно развернулись и напали на него, ибо к ним спешили уже из Ангбанда барлоги. На подступах к рубежам владений Моргота Феанор был окружён. Посреди языков пламени, израненный, бесстрашный эльф долго бился, но пал, сражённый предводителем барлогов Готмагом. Тут на помощь ему пробились сыновья, и барлогам пришлось отступить в Ангбанд.
Братья подняли отца и хотели вернуться с ним к берегам Митрима, но, почувствовав приближающуюся смерть, Феанор велел остановиться. Бросив последний взгляд со склонов Эред Ветрин на могучие башни Тангородрима, он понял, что нолдор никогда не одолеть этой твердыни, но взял с сыновей слово отомстить и исполнить данную в Амане клятву. Как только великий и яростный дух Феанора покинул его тело, оно в тот же миг обратилось в прах, подхваченный и унесённый ветром.

#### Создание эльфийских королевств Белерианда
После гибели Феанора титул верховного короля нолдор в Белерианде перешёл к его старшему сыну Маэдросу. Маэдрос был захвачен Морготом. Из плена его спас двоюродный брат Фингон, сын Финголфина. Этот подвиг стяжал Фингону великую славу среди нолдор и положил конец вражде между Домами Финголфина и Феанора. Перед всеми нолдор просил Маэдрос прощения за предательство в Арамане (когда войско Феанора забрало себе корабли тэлери, бросив на берегу своих братьев) и отказался от верховной власти в пользу Финголфина.
Народ Финголфина расселился в Митриме, его старший сын Фингон получил владения в Дор-ломине к западу от владений отца. Ещё западнее Дор-ломина в Неврасте были владения Тургона, второго сына Финголфина. В нагорье Дортонион к востоку от Хитлума поселились сыновья Финарфина Ангрод и Аэгнор. Восточнее, в долине Лотланн поселились сыновья Феанора — Маэдрос, а чуть южнее него — Маглор. Келегорм и Куруфин — третий и пятый сыны Феанора — правили Химладом. На берегах реки Нарог Финрод, сын Финарфина, основал королевство Нарготронд. Западнее, в Фаласе, были гавани Кирдана Корабела. К югу от Дортониона находился Дориат, лесное королевство Тингола, короля всех синдар; его столицей был подземный город Менегрот. На юго-востоке Белерианда правили сыновья Феанора Амрод и Амрас. Ещё восточнее, за рекой Гелион, лежали владения сына Феанора Карантира.

#### Славная Битва (Дагор Аглареб)
В 56 году Солнца Первой Эпохи Моргот решил проверить бдительность эльфов. Земля содрогнулась, и орды орков внезапно хлынули на равнины Ард-Галена. Одновременно они прорвались сквозь западное ущелье Сириона, затопили земли Мэглора и протиснулись между горами Маэдроса и дальними отрогами Синих Гор. Но эльфы были начеку. Пока отряды нолдор уничтожали разрозненные отряды орков по всему Белерианду, Фиголфин и Маэдрос с двух сторон ударили по основному войску орков, наступавшему на Дортонион, разбили его и гнали остатки по всему Ард-Галену до самых ворот Ангбанда. Дагор Аглареб — Славная Битва — так назвали это третье великое сражение.

#### Осада Ангбанда
Битва Дагор Аглареб послужила для нолдор грозным предупреждением, заставив их усилить дозоры и взять Ангбанд в осаду, длившуюся почти четыреста человеческих лет. Правда, Сильмариллы вернуть не удалось, да и война фактически не затихала. Кольцо осады по-настоящему так и не замкнулось — с севера выход для Моргота всегда оставался свободным; этим путём время от времени пользовались его лазутчики, пробиравшиеся в Белерианд.
В 160 году Моргот попытался застать врасплох Финголфина. Отряд орков прошёл вдоль побережья к заливу Дренгист, направляясь в Хитлум, но был вовремя обнаружен Фингоном и сброшен в море. Только после этого Моргот наконец понял, что орки сами по себе не смогут нанести поражение эльфам, и в Белерианде установился мир.
В 260 году из врат Ангбанда вырвался Глаурунг — первый из породы северных огнедышащих драконов. Хотя Глаурунг был совсем ещё молодым и не очень большим, эльфы в ужасе бежали от него к Эред Ветрин и в Дортонион. Дракон успел нанести большие разрушения в Ард-Галене, прежде чем Фингон собрал своих конных стрелков, вооружённых тяжёлыми луками, окружил дракона и засыпал его стрелами. Броня Глаурунга ещё не окрепла как следует, стрелы больно ранили его, он бежал и на долгие годы пропал за вратами Ангбанда. После этого вновь долгий, почти двухсотлетний мир снизошёл на земли Белерианда.
Тургон, правивший в Неврасте, после Славной Битвы приступил к строительству своего тайного города в скрытой долине Тумладен, расположенной в кольце гор у истоков Сириона. Более пятидесяти лет длилось строительство. Сначала Тургон назвал город Ондолиндэ — на языке ваниар это означало Скала Поющей Воды. На синдарине город стал называться Гондолин, Тайная Скала. По завершении строительства всё население Невраста — треть нолдор, пришедших с Финголфином, и ещё большее число синдар — тайно ушло в Гондолин, оставив Невраст пустым.

#### Битва на равнине Тумхалад
Битва на равнине Тумхалад (англ. Battle of Tumhalad) — последняя битва эльфов королевства Нарготронд. Произошла на равние Тумхалад между рекой Нарог и её притоком Гинглит.
Турин Турамбар, сын Хурина, бывший (в отличие от большинства жителей Нарготронда) человеком, возглавив армию Нарготронда, убедил короля Ородрета оставить применявшуюся ранее тактику нападений из засады и сразиться с силами Моргота в открытом бою. Турин провёл несколько успешных наступательных кампаний, очистив Средний и Западный Белерианд от отрядов орков и волков. Также он убедил короля построить огромный каменный мост через бурную и глубокую реку Нарог, которую было невозможно перейти вброд, и этот мост подходил прямо ко входу в крепость Нарготронда. Несмотря на то, что он позволял армии быстро выйти в поле и атаковать неприятеля, мост также подорвал обороноспособность Нарготронда, поскольку атакующий враг мог использовать мост для нападения на ворота крепости, ранее бывшие неприступными. Кроме того, вылазки Турина были, по большому счёту, лишь второстепенными победами, дав Морготу чёткое понимание того, где находится Нарготронд, и позволив ему оценить силу и возможности его армии.
В 495 году Солнца Первой Эпохи великая армия орков собралась под Эред Ветрин и в Проходе Сириона. Посыльные от Кирдана Корабела принесли в Нарготронд эти вести и предупреждение от Вала Ульмо о том, что эльфам Нарготронда не стоит сражаться в открытом бою, а напротив — оставаться в своей крепости. Турин отклонил эти предупреждения, а его предыдущие успехи заставили Ородрета продолжать поддержку тактики Турина.
Армия орков под водительством дракона Глаурунга выдвинулась на юг от Эйтель Иврин, грабя и сжигая область Талат Дирнен между реками Нарог и Тейглин. Турин и армия Нарготронда были вследствие этого оттянуты на север, и там встретили врага. Столкнувшись с многократно превосходящим их по численности неприятелем и не имея никакой защиты от дракона, армия Турина была вынуждена развернуть свой правый фланг и отойти на запад, перейдя через Нарог и открыв врагу Южную Дорогу в Нарготронд. В итоге на равнине Тумхалад произошло генеральное сражение. Турин и эльфы были заперты на узком поле между Гинглитом и Нарогом, где большинство воинов, включая короля Ородрета, были убиты. Только Турин выстоял при нападении Глаурунга, поскольку носил защитную маску, сделанную гномами. Ему и ещё нескольким другим воинам удалось бежать.
Глаурунг, вслед за своей полной победой на Тумхаладе, повёл армию орков в Нарготронд. Он прополз по каменному мосту, разбил ворота и разорил Нарготронд, убив большинство его жителей и изгнав остальных, уже обращённых в рабство. Затем Глаурунг объявил себя королём-драконом Нарготронда.

#### Падение Гондолина
Когда Хурин Талион, освобождённый из плена Морготом, тщетно взывал у Окружных гор к Тургону, требуя впустить его в Гондолин, слуги и шпионы Моргота определили, где примерно находится тайный город эльфов, однако точное расположение его всё ещё было тайной. Тургон же всё ещё верил в то, что город его сокрыт, и Моргот не знает о нём. Вскоре, однако, в Гондолин пришёл Туор, ведомый Ульмо, и предостерёг Тургона, говоря, что падение Гондолина близко и эльфам пора спасаться бегством и уходить вниз по течению Сириона, в сторону моря. Тургон не послушал Туора, однако, боясь предательства, приказал замуровать врата Гондолина. Однако мудрая и дальновидная Идриль, дочь Тургона, приказала подготовить тайный проход из города за пределы Эхориата.
Ещё с момента прихода Туора в Гондолин его сердце и сердце Идрили потянулись друг к другу, и вскоре он взял её в жёны. Маэглин же, также мечтавший обладать дочерью Тургона, возненавидел Туора. Однажды, когда Маэглин совершал очередную вылазку за Окружные горы, о которой не знал Тургон, он был взят в плен орками Моргота. Там он по собственной воле выдал место, где находился Гондолин, Тёмному Владыке. Моргот возрадовался и отпустил Маэглина с условием, что тот поможет ему в ходе штурма Сокрытого Города. Взамен он пообещал ему власть и обладание Идрилью.
Через несколько лет, когда рождённому в Гондолине сыну Туора и Идрили, Эарендилу, исполнилось семь, Моргот бросил на штурм Гондолина огромное войско, в котором были и орки, и волки, и балроги, и даже драконы, которые стали теперь многочисленны и ужасны. Армия Моргота перешла Криссаэгрим, самую опасную южную часть Эхориата, и взяла Гондолин в кольцо осады. Случилось это в ходе великого гондолинского празднества, «Врат Лета», и город не был готов к нападению. Многие подвиги были совершены жителями Гондолина, однако войску Моргота всё же удалось ворваться в него. В ходе боя Эктелион, страж ворот Гондолина, вступил в схватку с Готмогом, повелителем балрогов, и убил его, но и сам пал, получив смертельные раны.
Туор пытался спасти Идриль, но её вместе с малолетним Эарендилом захватил Маэглин, помня об обещании Моргота. Туор, узнав об этом, разгневался и сразился с Маэглином на стенах Гондолина. Там он победил его и сбросил со стен вниз. Так исполнилось пророчество Эола, его отца, о том, что умрёт Маэглин одной смертью с ним. Король Гондолина, Тургон, погиб в развалинах своей башни.
Поняв, что город обречён, Туор и Идриль вывели остатки жителей Гондолина, оставшихся в живых, через тайный проход, построенный по приказу Идрили, но Моргот заблаговременно установил в горах наблюдательный пост, где кроме орков был и балрог, и орки напали на беглецов из засады. Никто бы из них не спасся, если бы не отважный Глорфиндел, победивший балрога, но и сам павший в бою, и Торондор и его орлы, которые ринулись на орков с высоты и убили их всех до единого. Беглецам удалось спастись, а Моргот не узнал, в каком направлении они бежали.
Пройдя через горы, жители Гондолина добрались до Нан-татрен, где немного отдохнули от своего опасного путешествия, однако так и не смогли исцелить свою печаль о гибели города. После этого они добрались до Устий Сириона, где присоединились к беглецам из разрушенного Дориата, уже жившим там, которыми управляла Эльвинг, дочь Диора Элухиля. Там же Верховным королём нолдор Средиземья был провозглашён Эрейнион Гил-Галад, сын Фингона (по другим источникам — сын Ородрета).

#### Гражданские и междоусобные войны

##### Разорение Дориата сыновьями Феанора
После второй смерти Берена и Лютиэн владыка лесных эльфов Оссирианда принёс Диору Элухилю в Дориат Наугламир со вправленным в него Сильмариллом. И когда Диор надел ожерелье, стал он казаться прекраснее всех детей Илуватара. Слух об этом быстро распространился по Белерианду, узнали об этом и сыновья Феанора. Прежде, когда ожерелье носила Лютиэн, никто не смел напасть на неё, теперь же они потребовали от Диора вернуть камень. Диор же ничего не ответил, и тогда Келегорм убедил братьев напасть на Дориат.
Сыновья Феанора внезапно появились в Менегроте, и разразилась вторая братоубийственная резня. Диор лично убил Келегорма, но и сам погиб, а вместе с ним его жена Нимлот, и многие другие эльфы, в том числе Куруфин и Карантир. Юных сыновей Диора, Элуреда и Элурина, слуги Келегорма бросили умирать в лесу, где они, вероятно, и сгинули. Впоследствии Маэдрос сожалел об этом и долго искал их в лесах Дориата, но поиски были тщетными.
Эльвинг же, дочери Диора, удалось вместе с Наугламиром бежать к устьям Сириона, где она присоединилась к прочим беженцам из разрушенных Гондолина и Дориата. Там же она стала женой великого морехода Эарендила, сына Туора и Идрили.

##### Падение Гаваней Сириона
После падения Гондолина и разрушения Дориата многие беженцы оттуда из числа эльдар, а также оставшиеся в живых люди из Трёх домов эдайн жили у устий Сириона, где строили корабли и ходили на них на остров Балар и дальше, в Великое Море. В числе их была и Эльвинг, дочь Диора, жена Эарендила, которая владела Сильмариллом, добытым Береном и Лютиэн из Железной короны Моргота.
Однажды, в то время, когда Эарендил был в море, известие о том, что Эльвинг жива и по-прежнему владеет Сильмариллом, дошло до Маэдроса, одного из сыновей Феанора. Через некоторое время, испытывая мучения от неисполненной клятвы, братья отправили к устьям Сириона послание — дружественное, но повелительное. Однако Эльвинг и весь народ Сириона с возмущением отказались отдать Сильмарилл.
После этого сыновья Феанора напали на изгнанников Гондолина и Дориата. Битва была настолько жестокой, что многие эльфы из народов Маэдроса и Маглора отказались участвовать в ней, а некоторые перешли на сторону жителей Гаваней Сириона. На выручку поспешили корабли Кирдана и Гил-Галада, но было уже поздно: сыновья Феанора одержали победу и захватили в плен Элронда и Элроса, сыновей Эарендила и Эльвинг. Однако Сильмарилл добыть им не удалось: Эльвинг, надев Наугламир с Сильмариллом, бросилась в море. К счастью, она не погибла: Ульмо спас её, дав ей облик большой белой птицы, и она добралась до корабля Эарендила — «Вингилотэ». Элронда и Элроса воспитал Маглор, который пожалел и полюбил их.

##### Гражданская война в Бретиле
После смерти своей жены Морвен Хурин, обессилевший и голодный, не разбирая дороги, пошёл прочь от Камня Несчастных, где он оставил тело жены, дошёл до Тейглинского брода и рухнул без чувств на Хауд-эн-Эллет. Там на следующее утро его обнаружил сторожевой отряд народа Бретиля под командой Мантора, который послал Харданг, вождь людей Дома Халет, не любивший людей из Дома Хадора и хорошо помнивший время негласного правления Турина Турамбара.
Один из воинов отряда, Авранк, тут же предложил убить Хурина. Однако Мантор пристыдил его и, когда Хурин пришёл в себя, предложил ему еду и помощь. Хурин же попросил отвести его к Дворцу Вождей. Мантор исполнил его просьбу, однако Авранк, в нарушение приказа Мантора, покинул отряд и первым рассказал всё Хардангу. В результате, когда Хурин вместе с Мантором добрался до Дворца Вождей, ему был оказан весьма холодный приём: Харданг не предложил ему сесть и не дал еды, и только по просьбе Мантора распорядился дать ему табуретку, насмехаясь над Хурином. Однако оскорблённый Хурин внезапно вскочил и запустил табуреткой в Харданга, после чего высказал Хардангу всё, что думал о его обращении с собой. Авранк же, только этого и ожидая, по приказу Харданга объявил Хурина пленником, обвинил его в покушении на вождя и отвёл в пещерную тюрьму. Авранк даже призывал немедленно убить Хурина, и многие из людей Бретиля послушали его, однако Мантор и его семья, почитавшие Хурина и Дом Хадора, остались на его стороне. Так разделился в первый раз Дом Халет.
На следующий день в Круге Собрания Мантор выступил в защиту Хурина, рассказывая людям Бретиля о предложении Авранка убить его, о горестях Хурина и о том, что в тюрьме его хотели отравить, подмешав яд в пищу. Он также восхвалял смелость и заслуги Хурина в борьбе с Морготом и спрашивал своих соплеменников, чем этот старый человек мог так сразу разгневать их вождя. После этого встал сам Хурин и обвинил Харданга в потворствовании смерти его жены Морвен, а после этого спросил людей Бретиля, такого ли человека они хотели бы видеть своим вождём. И народ Халет закричал множеством голосов в ответ, и этот крик наполнил сердце Харданга страхом и удивлением, и, созвав своих слуг, он решил покинуть собрание и пошёл к выходу. Люди же восприняли это как знак согласия со всеми обвинениями в его адрес и закричали о том, что Харданга надо посадить в тюрьму, и стали угрожать ему оружием. Харданг испугался и побежал ко Дворцу Вождей, где ему удалось укрыться, но народ окружил Дворец и осадил там Харданга, Авранка и их сторонников. Когда Хурин и Мантор прибыли ко дворцу, гнев осаждавших перехлёстывал через край, однако Мантор пытался сдерживать народ и даже пообещал тем из осаждённых, кто выйдет из дворца без оружия, не задерживать их, если они согласятся предстать перед судом на следующий день (даже Хардангу и Авранку). Однако ответом ему была лишь стрела, просвистевшая мимо уха. Разгневанный народ попытался сломать двери дворца, и многие были убиты стрелами, пущенными из его окон.
Нападающие, доведённые до крайности, дали осаждённым время на выход без оружия до наступления темноты. В противном случае они грозились поджечь дворец. Это и было сделано после захода солнца, ибо никто так и не вышел к осаждающим. Дворец загорелся, однако Хардангу и Авранку удалось выбраться через маленькую заднюю дверь, выходившую на окружавшую дворец стену. Им удалось незамеченными перелезть через неё, но снаружи их заметили. Авранк сумел бежать под прикрытием темноты, Харданг же был менее удачлив и был тяжело ранен копьём в спину. Его притащили к Хурину и Мантору, и там, перед лицом смерти, он сказал, что не знал о присутствии Морвен в Бретиле, и после этого умер. Мантор подтвердил слова Харданга, сказав, что после гибели Глаурунга люди Бретиля не ходили в те места, и вызвался дать Хурину людей для похорон тела Морвен.
На следующий день отряд людей Бретиля под водительством Мантора вместе с Хурином добрался до Камня Несчастных и похоронил под ним тело Морвен. Возвращаясь обратно на Амон Обел, они остановились передохнуть, и в это время кто-то пустил из леса стрелу, попавшую Мантору в бок. Люди попытались поймать стрелка и увидели Авранка, убегающего в лесную чащу. Они погнались за ним, но не смогли его поймать. До того, как вернулись преследователи Авранка, Мантор как последний из халадинов рода Халет попросил Хурина уйти из Бретиля до того, как эта земля погибнет окончательно, ибо тень от проклятия, наложенного на Хурина и его род Морготом, упала на Бретиль. После этого Хурин покинул отряд, а Мантор, отказавшись от того, чтобы его несли на Амон Обел, с криком выдернул стрелу из раны и умер. Так погиб последний из халадинов рода Халет, и с тех пор Бретиль управлялся менее родовитыми людьми.
После смерти Мантора гнев людей Бретиля утих, и они пригласили Авранка быть их вождём, поскольку никого более благородного уже не было в живых. Однако Авранк не пользовался таким уважением среди народа, как старые вожди, и народ Бретиля рассеялся по лесу и снова стал жить на своих хуторах, занимаясь каждый своими делами и не имея верховного вождя, а сила их с тех пор навсегда уменьшилась.

## Вторая Эпоха

### Война эльфов с Сауроном
Война эльфов с Сауроном велась во Вторую Эпоху. Это была одна из величайших войн Средиземья. Иногда её ошибочно называют «Вторжением в Эриадор». Причиной войны стало создание Кольца Всевластья.
Началась война в 1693 г. В. Э., почти через сто лет после того, как Саурон обманул кузнецов-нолдор в Эрегионе и тайно выковал Кольцо Всевластья, чтобы править над другими Кольцами Власти. Когда Саурон надел Единое Кольцо, Келебримбор, владыка Эрегиона, понял, что эльфы преданы, и восстал против Тёмного Властелина. Разоблачённый Саурон потребовал, чтобы все великие Кольца Эрегиона были отданы ему, поскольку все они были сделаны по его советам, кроме Трёх Колец эльфов. Келебримбор отказался и отправил Три Кольца Гил-Галаду и Галадриэль, в то время как Саурон собрал великое войско для вторжения в Эриадор.
Сообщения о вторжении были посланы на север, в Линдон, где правил Верховный король Гил-Галад, который начал собирать свои силы, готовясь к войне. Он также обратился за помощью к королю Нуменора Тар-Минастиру, который согласился прислать свои войска, однако задержался с их отправкой.
В 1695 г. В. Э. Саурон достиг Эрегиона несмотря на то, что его авангард был задержан в кровавых боях армией лориэнских эльфов под командованием Келеборна. Тогда же Элронд с армией был отправлен Гил-Галадом в Эрегион, но многочисленное войско Саурона оттеснило Элронда, одновременно продолжая наступление на Эрегион, обитатели которого два года пытались отбиться. В 1697 г. Келебримбор попытался организовать последний рубеж обороны перед вратами Ост-ин-Эдиля, главной твердыни Эрегиона, но был разбит и взят в плен. Под пыткой он открыл местонахождение Семи и Девяти Колец, но ничего не сказал о Трёх. Получив нужные сведения, Саурон приказал казнить пленника и захватил Девять Колец в Эрегионе. 
После падения Ост-ин-Эдиля Элронд соединился с Келеборном и выжившими эльфами Эрегиона; их чуть было не разбили гнавшиеся за ними по пятам силы Саурона, однако силы эльфов неожиданно получили помощь от напавших на фланги Саурона гномов Дурина из Мории. После этого Саурон остановил своё наступление и после долгих боёв всё-таки отбросил силы гномов назад, однако сделать с ними он почти ничего не смог, ибо врата Казад-Дума были закрыты. После этого Саурон затаил глубокую ненависть к Мории и приказал оркам беспокоить гномов при любой возможности. Элронду же с оставшимся войском удалось бежать на север и основать Имладрис, а полчища Саурона не смогли сразу добить их, так как их заняли армии гномов Синих Гор, но вскоре они разбили гномов и создания Аулэ отступили.
После этого армии Саурона наступали, не встречая практически никакого сопротивления, за исключением небольших отрядов эльфов, гномов и людей потомков аданов из племени Халет, которые с лёгкостью и быстро разбивались и уничтожались. К 1699 г. В. Э. почти весь Эриадор уже был под контролем Саурона. Имладрис и Казад-Дум были осаждён, а Линдон и Синие Горы — отрезаны от Имладриса и Казад-Дума. Тёмный Властелин правильно заключил, что Три Кольца были у Гил-Галада в Линдоне, и послал основную армию (и отозвал ей на помощь силы, полгода осаждающие Синие Горы) именно туда, несмотря на то, что она была несколько ослаблена, поскольку несколько крупных отрядов продолжали осаду Имладриса и Казад-Дума, армия Саурона теснила защитников, но тем сначала удавалось не подпускать прихвостней Тёмного Властелина к Митлонду.
В следующем году огромная армия Нуменора, посланная Тар-Минастром, высадилась в Линдоне, в Тарбаде на реке Гватло и на юге у Пеларгира. Высадка в Линдоне произошла как раз вовремя, ибо обескровленные силы Гил-Галада и Кирдана уже только из последних сил удерживали Митлонд, а к Саурону подошло большое подкрепление; прибытие же нуменорцев переломило ситуацию, и силы Саурона были разгромлены и отброшены назад потомками аданов. Тёмный Властелин был впоследствии отброшен ещё дальше после разгрома его резервных сил при Брендивайне. Нуменорский адмирал Кирьятур высадился ещё южнее в Лонд Даэре и быстро повёл войска вверх по реке Гватло к Тарбаду, во второй раз обрушившись на авангард Саурона. В последовавшей битве при Гватло Саурон был полностью разгромлен и был вынужден бежать назад в Мордор, сопровождаемый только личной охраной. Армия же, осаждавшая Имладрис и поспешившая на помощь лже-Аннатару, оказалась зажата между двумя армиями нуменорцев и уничтожена. Война закончилась в 1701 г. В. Э., однако Эрегиона больше не существовало, а большая часть Эриадора лежала в руинах.
С военной точки зрения, начиная войну, Саурон был на вершине своего могущества. Этот конфликт стал, вероятно, единственным моментом, когда Саурону удалось овладеть большей частью севера Средиземья. Однако сила эльфов была всё ещё достаточно велика, чтобы сопротивляться ему, а его войска не справлялись с превосходящей их мощью Нуменора. В то время как силы Тар-Минастира вскоре отплыли домой, большая часть армий эльфов сохранилась (кроме уничтоженной армии Келебримбора и убитых воинов Линдона) и осталась в Средиземье. Поскольку армии Саурона были уничтожены, в течение некоторого времени он был вынужден отсиживаться в Мордоре. Для воссоздания своей былой силы Саурон решил не нападать на нуменорцев напрямую, а вместо этого атаковать их поселения в Средиземье после отбытия их армии, поскольку в то время на Нуменор уже упала тень.
Примерно через полторы тысячи лет Саурон осуществил свои планы мщения Нуменору, развратив их короля Ар-Фаразона, чем вызвал падение и полное уничтожение Нуменора. Однако небольшая группа нуменорцев (владыки Андуниэ) бежали от катастрофы и основали в Средиземье королевства Арнор и Гондор, причём последний находился в непосредственной близости от Мордора. В то же время власть Гил-Галада в отсутствие Саурона распространилась на восток, за Мглистые горы, вплоть до Великого Зеленолесья и даже до Мордора. В итоге Саурон решил атаковать первым, надеясь разгромить своих врагов до того, как они смогут объединиться, но его собственная сила ещё не была полностью восстановлена, к тому же он недооценил силу нуменорцев-изгнанников и эльфов. Его нападение на вновь основанное королевство Гондор привело к созданию Последнего союза эльфов и людей, который разгромил Тёмного Владыку.

### Война Последнего Союза
Вернувшись в Средиземье после гибели Нуменора, Саурон решил покончить с королевствами нуменорцев-изгнанников — Арнором и Гондором. В 3429 г. Второй Эпохи Саурон нанёс удар по Гондору и взял штурмом Минас Итиль. Но Анарион сумел удержать Осгилиат, и продвижение Саурона было остановлено.
В ответ на эти действия Элендил, Верховный Король дунэдайн, а также его сыновья Исилдур и Анарион сформировали альянс с Гил-Галадом, последним Верховным королём нолдор в Средиземье, тем самым собрав большое войско.
В 3431 году В. Э. войска под руководством Гил-Галада и Элендила объединились у крепости Амон Сул и двинулись на Ривенделл. Там они задержались почти на три года для тщательной подготовки к походу на юг. В 3434 г. они перешли через Мглистые горы по Верхнему перевалу и перевалу Багровые Ворота, после чего к ним присоединилась армия гномов Мории. Затем был пересечён Андуин, и уже там к войскам Последнего Союза присоединились армии Лотлориэна и эльфов Лихолесья под командованием Амдира и Орофера. После этого объединённое войско направилось вниз по восточному берегу Андуина и, встретившись с войсками Гондора, вышло к равнине Дагорлад.

#### Битва при Дагорладе
Все сыновья Исилдура сражались в этой войне. Аратан и Кирион были посланы к Минас Итилю, чтобы предотвратить возможное бегство Саурона через горный перевал Кирит Унгол.
Битва при Дагорладе длилась несколько месяцев, но в итоге Последний Союз одержал победу, его силы вступили в пределы Мордора и начали осаду Барад-дура.
Однако из-за отказа лесных эльфов Орофера подчиняться Гил-Галаду их потери были наиболее ощутимыми. Силы Амдира были отрезаны и загнаны в Мёртвые Топи, а Орофер погиб во главе своего войска, в безрассудной попытке в одиночку прорваться в Мордор. Треть оставшихся в живых воинов перешла под командование сына Орофера, Трандуила.
Впоследствии Мёртвые Топи поглотили многочисленные могилы людей, эльфов и орков.

#### Осада Барад-дура
Осада Барад-дура продолжалась семь лет. Союз понёс большие потери от метательных снарядов и огня, сбрасывавшихся с башни крепости, Саурон также посылал многочисленные рейды против осаждавших. Анарион был убит камнем, сброшенным с башни, и его шлем, предшественник короны Минас Арнора, был уничтожен.
В конце концов Саурон сам вышел из крепости и вступил в битву с войсками Союза у Ородруина, сражаясь с командующими Гил-Галадом и Элендилом, рядом с которыми были только Элронд, Кирдан и Исилдур. Гил-Галад и Элендил были убиты, а меч Элендила Нарсил сломался под ним, когда Элендил упал. Однако Саурон был ранен, и сын Элендила Исилдур использовал обломок Нарсила у эфеса меча, чтобы отрубить палец с Кольцом Всевластья с руки Саурона.
Утратив силу Кольца, Саурон развоплотился и не смог вновь приобрести физическое тело в Средиземье в течение двух с половиной тысяч лет. После победы над Сауроном, смерти Гил-Галада и Элендила и невозместимых потерь, нанесённых эльфам, Последний союз распался.
Многие из эльдар оплакивали победу, которая досталась чересчур дорого, ибо Кольцо осталось у Исилдура, который позже погиб и потерял его на Ирисных Полях. Таким образом, несмотря на жертвы, принесённые эльфами и людьми, Кольцо не было уничтожено, и возможность раз и навсегда уничтожить Саурона — упущена.
Результатом войны стало первое ослабление Линдона и Арнора. С её окончанием окончилась Вторая Эпоха и началась Третья.
В фильме Питера Джексона «Властелин колец: Братство кольца» война детально не показана, присутствует только финальная «Битва у Ородруина», как её иногда называют. В числе расхождений с текстом книги особо примечательны следующие:
- Элронд, который в книге называет себя глашатаем и знаменосцем Гил-Галада, отдаёт приказы, т.е выполняет роль главнокомандующего эльфов;
- Неназванный Гил-Галад лишь на мгновение появляется в кадре, а его участие в схватке с Сауроном и смерть не показана
- Армия гномов Мории - союзников Гил-Галада и Элендила, в фильме даже не упомянута
- Саурон внезапно появляется и почти мгновенно убивает Элендила своей булавой, в книге Элендил и Гил-Галад  сражались с Сауроном и именно они повергли его;
- Нарсил под ногой Саурона ломается на множество обломков, а не на два;
- Исилдур обрубает несколько пальцев на вытянутой руке Саурона, а не только один;
- Анарион и Кирдан не показаны  (хотя Анарион ещё в книге гибнет при атаке Горгорота).

## Третья Эпоха

### Несчастье на Ирисных полях
Несчастье на Ирисных полях, также известное как Битва на Ирисных полях, — короткое сражение, произошедшее в землях южнее Великого Зеленолесья во 2 г. Т.Э.
После Войны Последнего Союза Исилдур остался в Гондоре на два года перед возвращением в Арнор, упорядочивая управление государством и поучая сына своего убитого брата, Менельдила, который стал королём после отъезда Исилдура из Гондора. К этому моменту большая часть его армии уже отправилась домой, однако около двух сотен воинов Исилдур оставил при себе. Они вышли из Гондора и отправились в Ривенделл, где Исилдур оставил своего младшего сына и жену, надеясь добраться туда за сорок дней.
С заходом солнца армия готовилась разбить лагерь и остановиться на ночлег, однако в этот момент на них напал большой отряд орков, выскочивших из-за деревьев. У орков было гораздо больше воинов, чем у Исилдура, и Исилдур отдал обломки меча Элендила, Нарсила, своему оруженосцу Охтару, которому он приказал прорываться в Ривенделл. Охтар ушёл от орков и добрался до долины Элронда несколькими месяцами позже.
Исилдур и его армия смогли легко отразить нападение орков, благодаря лучшей тактике и вооружению. Однако волнения не покидали его, в то время как армия подходила всё ближе к реке, хотя они ожидали от орков лишь отсылки разведчиков вслед за превосходящими силами Исилдура (как они обычно делали, потерпев поражение). Однако Кольцо Всевластья, находившееся у Исилдура, взывало ко всем слугам недавно падшего Саурона с призывами о спасении.
В результате орки снова атаковали меньше, чем в миле от места первого нападения, собрав все свои силы, и вскоре дунэдайн были окружены. Хотя лучники сумели застрелить многих орков, стрелков было всего 20, а солнце уже заходило. Орки продолжали атаковать под звуки труб, но дальнобойные стальные луки дунэдайн держали их на расстоянии. В какой-то момент орки отошли для перегруппировки, но вскоре атаковали вновь. В этот раз двое и больше орков нападали на одного нуменорца и сминали его. После этого жертву оттаскивали в сторону и убивали. Именно так Исилдур потерял двух сыновей.
Хотя за одного убитого из отряда Исилдура орки платили жизнями вплоть до пяти своих воинов, они могли пойти на такие жертвы. Исилдур и Элендур, его последний оставшийся в живых сын, собрали остатки дунэдайн. Элендур приказал отцу надеть Кольцо и, став невидимым, бежать, и тем самым предрешил собственную судьбу. Вскоре все оставшиеся дунэдайн были убиты, кроме двух неназванных воинов, которым удалось спастись(по одной из версий как минимум одного из них Охтар взял себе в помощь по приказу Исилдура), и Эстельмо, оруженосца Элендура, который получил удар дубиной по голове и затем был завален телами своих товарищей.
Исилдур же смог добраться до Андуина, где выбросил меч и снял кольчугу. Не снимая Кольца, он бросился в реку и поплыл на противоположный берег, однако в воде Кольцо соскользнуло с его пальца, и Исилдур был убит стрелой орка-лучника, нарочно поставленного на берегу Андуина, попавшей ему в горло. Кольцо ушло на дно Великой Реки, где и оставалось в течение следующих двух с половиной тысяч лет.
Трандуил, король эльфов Зеленолесья, поспешил к месту битвы после того как жители Ирисной низины подали ему весть о бое, надеясь спасти дунэдайн, сами же они отогнали орков, благо почти все крупные орки были убиты, однако кроме нескольких случайно спасшихся отряд нуменорцев был перебит и они лишь смогли их захоронить.

### Братоубийственная война в Гондоре
Братоубийственная война (англ. Kin-strife) — разрушительная гражданская война в Гондоре.
Волнения, перешедшие в братоубийственную войну, начались, когда Валакар, сын короля Гондора Ромендакила II, женился на женщине из племени северян Рованиона, Видумави. Она родила ему сына Эльдакара, что привело к возмущению многих гондорцев нуменорской крови, которых разозлило смешение крови дунэдайн и Людей Тьмы. Особенно сильно было это возмущение в прибрежных провинциях, и оно всё увеличивалось с тем, как Валакар старел.
Когда в 1432 г. Т.Э. Эльдакар взошёл на трон после смерти отца, возмущение переросло в открытый мятеж, поскольку для многих гондорцев Эльдакар был полукровкой, недостойным царствовать. Главным мятежником был дальний родственник Эльдакара, Кастамир Узурпатор, адмирал флота Гондора, осадивший в 1437 г. Эльдакара в Осгилиате, а затем принудивший его уйти в изгнание. В ходе осады Осгилиат был сожжён, а великий Звёздный Купол — уничтожен; пропал и палантир, хранившийся в нём. Кастамир также убил сына и наследника Эльдакара, Орнендила. После всего этого Эльдакар бежал к своим родственникам в Рованион.
Через десять лет, в 1447 г. произошло восстание против жестокого правления Кастамира, и Эльдакар вернулся с огромным войском, состоявшим из людей Рованиона. К нему присоединились и многие из дунэдайн. В последовавшей Битве у бродов Эруи Эльдакар лично убил Кастамира, но его сыновья и выжившие мятежники бежали на юг. После годичной осады Эльдакару сдался Пеларгир, и мятежники бежали оттуда в Умбар. Эльдакар не мог преследовать их, поскольку флот находился под контролем сыновей Кастамира.
В ходе войны Гондор не только потерял на четыреста лет Умбар и приобрёл нового врага в умбарских пиратах, наследниках сыновей Кастамира, но и многих достойнейших граждан чистого нуменорского происхождения, убитых в сражениях. Всё это значительно ослабило страну. Дорого досталась победа верным сторонникам Эльдакара жителям Каленардона и Анориэна и северянам. Потери понесённые дунэдайн и северянами облегчили впоследствии успех вторжений орд истерлингов, окончательно добившие союзные Гондору северные племена и опустошившие земли за Белыми Горами и Друаданским лесом.
Братоубийственная война была, наряду с Великой Чумой, одной из главных причин, по которым крепости в Мордоре и вокруг него были заброшены, и первым шагом на пути медленного упадка Гондора. Другой причиной оставления гондорских владений в Мордоре была нарастающая угроза со стороны назгулов.

### Битва в Лагере
О Битве в Лагере (англ. Battle of the Camp) повествуется в «Сильмариллионе», приложениях к «Властелину Колец» и «Неоконченных сказаниях». Название «Битва в Лагере» в основном применяется к финальной битве конфликта между Гондором и Людьми Повозок.
В 1945 г. Т.Э. народ Людей Повозок с востока Средиземья заключил союз с харадрим, и объединённое войско напало на Итилиэн. В то время как Люди Повозок атаковали Итилиэн с севера, армии харадрим перешли Порос и вторглись в него с юга.
Северное наступление Людей Повозок отражала армия под командованием самого короля Гондора, Ондогера, сражавшегося вместе с сыновьями Артамиром и Фарамиром. Истерлинги прошли сквозь войско Гондора, убив короля с сыновьями и обратив его армию в бегство. Победа была одержана, а Гондор, казалось, был уже беззащитен перед напором Людей Повозок, и они остановились в Северном Итилиэне, чтобы отпраздновать свою победу.
Однако их союзники на юге были гораздо менее успешны. Гондорский военачальник Эарнил привёл меньшую южную армию Гондора к победе над харадрим, разгромив их армию в Южном Итилиэне, к северу от Пороса. После победы Эарнил повернул на север.
Пирующие Люди Повозок внезапно обнаружили, что их успех исчез без следа, когда появился Эарнил с южной армией, усиленной бежавшими воинами из побеждённой северной армии Ондогера. Войско Эарнила обрушилось на неподготовленных к нападению Людей Повозок, загнав многих из них в болота Мёртвых Топей. После такого разгрома эта народность истерлингов, в течение длительного времени бывшая злейшими врагами Гондора, никогда более не пыталась нападать на него. Битва же была названа в честь места, где она происходила — Битва в Лагере.
Поскольку явного наследника престола после смерти Ондогера и его сыновей не было, Эарнил был выбран королём за его заслуги и доблесть, а также под влиянием наместника Пелендура. Не последнюю роль здесь сыграло его происхождение: Эарнил происходил по прямой линии от короля Телумехтара Умбардакила (хотя ветвь его и не была правящей).
Первоначальное нападение Людей Повозок описывается с большими подробностями в «Неоконченных сказаниях», главе «Кирион и Эорл». Там утверждается, что истерлинги дважды пытались напасть на Гондор. В обеих войнах союзником Гондора был Эотеод, хотя до заключения формального пакта Кириона и Эорла и переселения Эотеода в Каленардон оставалось ещё много лет.
Во время первого нападения был убит король Нармакил II, но его сын Калимехтар (отец Ондогера) собрал армии Гондора и контратаковал истерлингов через сорок лет при Дагорладе. Знаменитая кавалерия Эотеода в нужный момент атаковала Людей Повозок с фланга, что привело к их смятению и бегству. После этого Калимехтар отступил, поскольку его армия потеряла треть своей силы, но Эотеод пустился в погоню за Людьми Повозок и причинил им огромные потери, убивая бегущих в панике истерлингов. У Эотеода были свои счёты с Людьми Повозок, которые пленили и поработили многих из людей Эотеода перед вторжением в Гондор. Одновременно с военной операцией Калимехтара восстали и эти пленники из числа северян, но, поскольку восставшие представляли собой в основном юношей и стариков, охрана истерлингов нанесла им тяжёлые потери.
Второе нападение было тем, где был убит Ондогер, а Эарнил уничтожил Людей Повозок в Битве в Лагере. Хотя Гондор и собрал армию, чтобы отразить вторжение, и разделил войско, чтобы иметь возможность вести боевые действия против армии харадрим на юге, Ондогер недооценил направление и внезапность первого удара Людей Повозок и был убит вместе с сыном Артамиром и большей частью своей охраны. Однако неожиданный успех Людей Повозок обернулся неудачей: племянник Ондогера Минохтар сумел собрать рассеявшихся воинов Гондора, предотвратив полное уничтожение его армии. Поскольку ситуация на некоторое время улучшилась, и к Гондору присоединились союзники из Эотеода, Минохтар приказал отправить в Минас Тирит реляцию, провозглашавшую королём второго сына Ондогера, Фарамира. Именно тогда вождь Эотеода и сказал, что Фарамир убит. Ему изначально было приказано оставаться в Минас Тирите в качестве регента, но он, замаскировавшись, отправился на битву, и был убит там; люди Эотеода нашли на его теле знаки достоинства наследника престола. На тринадцатый день битвы арьергард Гондора не смог остановить продвижение Людей Повозок в Итилиэн, а Минохтар был убит стрелой. Люди Гондора вынесли его тело с поля битвы и бежали, однако Люди Повозок встали лагерем, чтобы устроить пир в честь своей победы.

### Битва при Форносте
Битва при Форносте произошла в 1975 году Третьей Эпохи между армией под командованием Эарнура, наследника престола Гондора, и армией Ангмара под командованием Короля-Чародея, предводителя назгулов.
Хотя битва и была успешной в плане полной победы над Ангмаром, но она произошла слишком поздно для Арнора (последнее княжество Арнора, Артэдайн, было захвачено годом ранее, в 1974 г. Т. Э., а последний король Арнора Арведуи утонул в ледяном заливе Форохел вместе с палантирами Амон-Сула и Аннуминаса при попытке спастись на эльфийском корабле).
По договору, заключённому с последним королём Арнора Арведуи, король Гондора Эарнил II выслал столько войска, сколько мог уделить без ущерба для своей обороноспособности. Поскольку он уже был стар, вместо него войско повёл его сын, принц Эарнур. Корабли Гондора заняли весь залив Линдон, заходя поочерёдно в гавань. По свидетельству очевидцев, собралась очень сильная армия (10000), каких не собиралось на Севере со дней Последнего союза, а это, как уже говорилось, была только небольшая часть войска Гондора, однако была заполнена не только вся гавань Митлонда, но и гавани Форлонда и Харлонда. Основу гондорской группировки составила конница союзных князей Рованиона. Битва происходила на равнине неподалёку от города Форност, старой столицы Артэдайна. Вместе с Гондором сражались люди Рованиона, эльфы Линдона и Имладриса, и остатки дунэдайн Арнора (их вёл принц Аранарт, наследник князя Артэдайна), и, в соответствии с хоббитскими хрониками, группа лучников из Шира, которые не вернулись на родину и о которых молчат прочие летописи.
Ангмар вывел войска на запад, чтобы встретить соперника, и понимая это, кавалерия Гондора под предводительством Эарнура выдвинулась в засаду на север, в холмы близ озера Эвендим. Когда основная группа войск союзников встретила ангмарцев, и началась битва, эльфы и дунэдайн остановили ангмарцев и начали их теснить, а кавалерия Гондора атаковала тыл Ангмара. Отступающие ангмарцы были атакованы армией Имладриса во главе с Глорфинделом. Увидев полное поражение своих войск, Король-Чародей попробовал ускользнуть на восток. Эарнур попытался его преследовать, но конь не выдержал страха и повернул назад, а назгул попытался напасть на Эарнура с мерзким хохотом. Но тут в атаку устремился полководец нолдор Глорфиндел, и назгул в ужасе умчался на восток. Эарнур, совладав с конём, хотел было продолжить преследование назгула, но Глорфиндел остановил его, произнеся своё знаменитое предсказание, что «короля убьёт не рука мужа». После этой битвы войска эльфов и людей опустошили Ангмар и разрушили его столицу в Карн Думе, а от холмовиков Рудаура остались лишь руины их крепостей.
Битва при Форносте положила конец гегемонии Ангмара в Эриадоре и на севере Средиземья. Однако в действительности плодами победы на Севере мало кто смог пользоваться. Обескровленные междоусобными войнами и нашествиями из Ангмара остатки Арнора окончательно прекратили своё существование — принц Аранарт не принял трон полуисчезнувшего королевства, а те из жителей Арнора, кто выжил, стали следопытами Севера (в основном потомки нуменорской знати), либо забыл о своём прошлом (как жители Пригорья и некоторых других поселений) а хоббиты, хотя и долго ждали возвращения королей и хранили их законы, понемногу позабыли о них. Несмотря на то, что орды Ангмара были полностью уничтожены, свирепые умертвия продолжали жить в Курганах и руинах многих крепостей, в том числе и Карн-Дума. Выжившие орки, варги и тролли укрылись в Мглистых горах и плато Эттенблат и во всё последующее тысячелетие нападали на следопытов и уцелевшие арнорские поселения, а следопыты и эльфы их безжалостно выслеживали и уничтожали, храня мир в землях Эриадора.

### Битва на поле Келебранта
Битва на поле Келебранта (англ. Battle of the Field of Celebrant) — жестокое сражение, произошедшее на поле Келебранта, которое в итоге привело к созданию королевства Рохан.
В 2500 г. Т.Э. жестокая народность истерлингов, известная как балхот, начала открытую войну с ослабленным Гондором, и ко времени битвы уже захватила большинство его северных провинций. У Гондора не осталось союзников к востоку от Андуина, и он, не надеясь на удачу, послал три пары гонцов на север к Эотеоду, своим древним союзникам.
В 2510 г. балхот пересекли Андуин через неглубокие мели и вошли в Уолд на севере гондорской провинции Каленардон. Там им не было оказано сильного сопротивления, поскольку этот регион был малонаселён ещё со времён Чумы 1636 г., и к моменту, когда северная армия Гондора появилась на юге Каленардона, большая часть армии балхот уже вошла в него. Северная армия контратаковала, но была вытеснена на север за реку Светлиму на поле Келебранта и отрезана от подхода подкреплений армией балхот. Ко времени подхода южной армии северная армия уже была атакована отрядом орков, которые случайно или по злому умыслу спустились с гор; в результате дунэдайн оказались запертыми у реки в безнадёжном положении.
В это время внезапно появился Эотеод под командованием своего вождя Эорла Юного, чего не ожидала ни одна из сражающихся сторон. Эорл получил послание от последнего из посыльных, Борондира, который единственным из всех добрался до Эотеода живым, и поспешил на юг.
Эотеод также перешёл Андуин на Мелях и ударил на арьергард балхот. Истерлинги были полностью разгромлены, а гондорские армии — спасены. Далее Эотеод продолжил свою атаку уже в Северном Гондоре, разогнав и уничтожив всех балхот в Каленардоне.
После битвы наместник Гондора Кирион в благодарность даровал Эотеоду всю землю Каленардона для поселения. Эорл и Кирион поклялись друг другу в вечном союзе на холме Амон Анвар, а Эотеод основал в Каленардоне своё королевство Рохан.

### Войны гномов и драконов
Войны гномов и драконов (англ. Wars of the Dwarves and Dragons) — серия конфликтов, происходивших в Серых горах в 2570—2589 гг. Т.Э.
Поражение Моргота в Войне Гнева привело к сокращению числа драконов до всего нескольких экземпляров, которые были гораздо слабее знаменитых огненных змеев Первой Эпохи и в основном скрывались на дальнем Севере Средиземья. Однако с прошествием тысячелетий драконы размножились и вновь обрели силу. В 2570 г. Т. Э. они начали войну с гномами Эред Митрин, разоряя и грабя их чертоги и шахты. Война продолжалась почти двадцать лет, и драконы постепенно вытесняли гномов из Серых гор, а в 2589 г. у ворот подземного города короля Даина I великий холодный дракон убил и самого короля, и его второго сына Фрора. С этой последней битвой война закончилась победой драконов.
С потерей короля большинство гномов Серых гор покинуло их под предводительством оставшихся в живых сыновей Даина — Грора (основавшего царство гномов в Железных холмах) и Трора (ставшего первым Королём-под-горой в Эреборе).

### Битва при Зеленополье
Битва при Зеленополье произошла в 2747 г. Т.Э. в Северной Чети Шира. Навстречу отряду орков из Мглистых гор, возглавляемому предводителем по имени Гольфимбул, вышел Бандобрас Тук, по прозвищу «Бычий рёв», младший брат Тана Шира, с войском хоббитов. Гольфимбул был убит, а орки — побеждены. По легенде, Бандобрас Тук обезглавил короля орков одним ударом дубины, голова его покатилась по земле и попала в кроличью нору; именно так и была изобретена игра в гольф.
Битва при Зеленополье предшествовала Войне Кольца более чем на 250 лет.

### Война гномов и орков
Война гномов и орков — великая война между двумя расами Средиземья, описанная в Приложении А к «Властелину колец» и «Народах Средиземья».
Война началась, когда престарелый изгнанник, король гномов Трор, наследник Дурина, в ходе своих странствий в одиночку пришёл в Морию и был убит Азогом, предводителем орков, в 2790 г. Т.Э. Азог не только убил его, но и выжег на отрубленной голове гнома своё имя, а после этого разрубил тело на куски и скормил воронам. Азог злорадствовал над участью гнома и не только не дал гномам забрать голову Трора, но и, издеваясь над ними, кинул им кошелёк с мелкими монетами, намекая на то, что если гномам нужны были богатства Мории, то они их получили.
С 2790 по 2793 г. Длиннобороды — народ Дурина в ответ на это оскорбление собирал свои силы, позвав на помощь гномов из всех других кланов. В 2793 г. соединённая армия гномов начала наступление, уничтожив по очереди все логова орков во Мглистых горах: от горы Гундабад на севере до Метедраса на юге.
Большая часть войны проходила под землёй, в огромных шахтах и туннелях Мглистых гор, где гномы умели сражаться лучше всего, и помощь других свободных народов Средиземья не требовалась. По легенде, война была ужасна, и обе стороны сражались в ней без всякой жалости. Постепенно гномы переломили ход войны в свою пользу, учитывая их доблесть, лучшее вооружение и великую ярость, кипевшую в них.
Война достигла высшей точки в 2799 г., когда гномы и орки сошлись в генеральном сражении, произошедшем у Восточных Врат Мории: Битве при Нандухирионе, или Азанулбизаре, как эту долину зовут гномы. Позже говорилось, что память об этой битве до сих пор заставляет «орков содрогаться, а гномов — плакать». Сначала счастье отвернулось от гномов, ибо орки располагались выше и имели больше воинов, также солнце не тревожило их, поскольку была зима. Перелом наступил только тогда, когда последний отряд свежих воинов прибыл с Железных Холмов под командованием Наина, сына Грора, чтобы помочь сражающимся из последних сил гномам. Азог был убит Даином Железностопом, сыном Наина, и его голова была водружена на пику с денежным мешочком, засунутым в рот. Войско орков понесло серьёзные потери: около десяти тысяч было убито, а остальные дрогнули и в панике бежали.
После битвы Траин II, сын Трора, захотел войти в Морию и вновь заселить её, но гномы, не относившиеся к народу Дурина, отказались, сказав, что они воздали почести памяти Дурина, сражаясь за его народ, и этого вполне достаточно. В то же время остатки народа Дурина не могли в одиночку сформировать достаточно большой отряд, чтобы повторно колонизировать Морию. Важным было также и то, что Даин, который единственный из всех заглянул за порог Мории, увидел, что балрог, проклятие Дурина, всё ещё там. Поскольку балрога гномы победить были не в состоянии (что они узнали ценой собственных жизней, когда он вытеснил их из Мории примерно за девятьсот лет до этого), Траин был вынужден отступить.
Война также обернулась огромными потерями для гномов, ибо почти половина из сражавшихся в ней были убиты или тяжело ранены. Наин, сын Грора, Фрерин, второй сын Траина II, и Фундин, сын Фарина и отец Балина, были одними из самых знаменитых её жертв. Траин II сам потерял глаз, а его старший сын Торин заслужив прозвище «Дубощит» из-за того, что после ранения он использовал дубовый сук для защиты от наседавших орков.
После битвы гномы сняли с убитых соплеменников броню и оружие и, не имея достаточно времени и ресурсов для погребения их всех в могилах, сожгли их на дровяных кострах. Война же обернулась почти пирровой победой, ибо, отомстив за Трора, гномы заплатили за это гигантскую цену; кроме этого они по-прежнему не могли жить ни в Мории (из-за балрога), ни в Эреборе (из-за Смауга). Хотя народ Дурина перегруппировался позднее в Синих горах и смог частично восстановить былое богатство, прошло целых сто пятьдесят лет, пока сын Траина, Торин, не возглавил поход, в результате которого был отвоёван Эребор, а ещё через 70 лет Гэндальф окончательно уничтожил балрога, расчистив путь для повторной колонизации Мории.
В ходе войны множество орков бежали на юг через Рохан, пытаясь найти убежище в Белых горах за ним, что беспокоило рохиррим в течение жизни двух поколений. Другим результатом войны было практически полное исчезновение угрозы Эриадору и Пустошам от орков Мглистых гор: гоблины Высокого Перевала недалеко от Ривенделла были одними из немногих орков, оставшихся в живых.
Сто пятьдесят лет спустя орки Севера так и не оправились от войны, кроме того их численность ещё больше уменьшилась в результате Битвы Пяти Воинств, когда Больг, сын Азога, пытался отомстить за отца, но сам был убит Беорном в образе медведя.

### Война Кольца

#### Первая битва при Изенских бродах
Теодред, сын Теодена, короля Рохана, прибыл по указанию своих разведчиков на сбор войск к Изенгарду. Он разместил войска по обе стороны бродов через Изен и ушёл далее, оставив три отряда всадников для охраны восточной стороны бродов. Ранним утром следующего дня Теодред перешёл на западную сторону бродов с войском, в основном состоящим из лучников и кавалерии. В его планы входило внезапное нападение на урук-хай с целью захвата бродов и последующее их удержание, к несчастью, он не смог получить помощи ни от одной роханской армии из-за многочисленных задержек.
Однако Саруман обманул разведчиков Рохана, эта армия уже выдвигалась к бродам для нападения на них. В двадцати милях к северу от бродов Теодред увидел авангард урук-хай и быстро врезался в их ряды. Затем он атаковал главные силы орков, которые были готовы к этому нападению и были размещены позади траншей, утыканных остроконечными кольями. Из Изенгарда прибыли подкрепления и атаковали кавалерию с фланга, чуть не окружив её. Теодред поспешно приказал отступать, но от урук-хай было не так просто уйти. Гримбольду, который командовал арьергардом рохиррим, пришлось много раз отбиваться от наседающих орков.
Восточное войско Сарумана было гораздо меньшим, но более опасным. В него входили конные дунландцы, наездники на варгах, полуорки и берсерки урук-хай. Сторожевой отряд рохиррим на восточном берегу бродов был вынужден отступить, а нападающие перешли брод для атаки на Теодреда с обеих сторон. Теодред и его люди в это время, спешившись, находились на островке, прикрывая отход Гримбольда. В то же время силы Гримбольда были атакованы с запада, а Гримбольд, посмотрев на восток, увидел, что силы Теодреда оттесняются с островка на холмы. Гримбольд с несколькими всадниками поспешили к позициям Теодреда. Теодред же прорывался через ряды урук-хай. К тому времени, как Гримбольд добрался до него, Теодред пал, сражённый огромным орком. Гримбольд убил орка, а затем понял, что ему придётся защищать тело Теодреда от урук-хай. Он сам был бы наверняка убит, если бы не Эльфхельм.
Эльфхельм вёл четыре отряда к Хельмовой Пади, когда ему сообщили, что замечены наездники на варгах. Он на полной скорости помчался к бродам и, видя сложившуюся ситуацию, приказал своим людям атаковать. Вскоре отряд Эльфхельма уже удерживал западную сторону бродов. После этого они ударили по островку, и эта внезапная атака вынудила большинство урук-хай отступить к Изенгарду. Когда воины Эльфхельма добрались до островка, они обнаружили там Гримбольда, защищающего тело Теодреда от двух крупных орков. Эльфхельм поспешил к нему на помощь и убил одного из орков, а Гримбольд — другого.
Когда они подняли тело Теодреда, они обнаружили, что он ещё жив. Однако прожил он ровно столько, чтобы сказать: «Оставьте меня здесь — охранять броды до прихода Эомера».
Нападение врага закончилось к наступлению темноты. Рохиррим удержали броды, но понесли серьёзные потери и потеряли вождя.

#### Вторая битва при Изенских бродах
Командование войсками у бродов перешло к Эркенбранду из Вестфолда. Однако пока он не прибыл из Хельмовой Пади, войсками командовал Гримбольд. Эльфхельм не хотел защищать броды, говоря, что они имеют небольшое оборонное значение, но Гримбольд не желал полностью оставлять их, в том числе и из-за традиций Вестфолда. Позже оба командира пришли к компромиссу.
Гримбольд решил разместить у бродов своих пехотинцев, а людей Эльфхельма перевести на восточный берег реки, откуда он ожидал нападения.
Саруман послал к бродам небольшое войско, которое, однако, всё равно превосходило числом рохиррим. Нападающие вынудили Гримбольда отступить по бродам с большими потерями. Гримбольд же удерживал восточный берег бродов и ожидал, когда Эльфхельм придёт ему на помощь; более чем половина сил Сарумана было брошено на позиции Гримбольда.
Некоторые всадники на варгах и следовавшая за ними пехота прорвались через промежуток между двумя армиями рохиррим и попытались окружить Эльфхельма. Хотя Эльфхельм и осознавал, что Гримбольд в опасности, ему пришлось отступить на восток. Гримбольд всё ещё удерживал свою позицию, когда увидел факелы, движущиеся с севера и от Изенгарда: на рохиррим двигался авангард подкреплений Сарумана. Ещё до того, как Гримбольд осознал это, орки перешли броды. Не имея больше возможности удерживать их, он отступил к своему лагерю и создал вокруг него стену из щитов.
Несмотря на окружение рохиррим, силы Изенгарда не смогли прорвать оборону. Однако Гримбольд понимал, что он не сможет вечно обороняться. Без каких-либо признаков войск Эльфхельма и отсутствием помощи от Эркенбранда он решил попытаться прорваться через окружение. Для этого он приказал всем всадникам, для которых имелись лошади, сесть на них, и выпустил их из-за стены на её восточной стороне через специально сделанный разрыв. Они разделились на две группы и одновременно атаковали в северном и южном направлении. В образовавшейся сумятице оставшиеся рохиррим быстро отступили в темноте в пешем строю.

#### Разрушение Изенгарда
Разрушение Изенгарда (англ. Destruction of Isengard) — важная битва Войны Кольца, в ходе которой были уничтожены производственные предприятия Сарумана по обеспечению армии.
После трёхдневного собрания энтов армия энтов и хуорнов выдвинулась в сторону башни-крепости Ортханк в Изенгарде. Они прибыли в Изенгард и начали атаку 2 марта 3019 г. Т.Э.; выбранное время нападения оказалось очень удачным, поскольку именно тогда Саруман выводил войска из Изенгарда для финальной атаки на Рохан. В результате очень немногие смогли защищать Изенгард, помимо самого Сарумана.
Когда армия Изенгарда ушла в Рохан, энты начали нападение на стены. Их попытались остановить с помощью стрел, но это только ещё более разозлило нападающих, и в считанные минуты ворота и большая часть южной стены были разрушены. Как позже Мерри и Пиппин рассказывали своим друзьям, энты были такими сильными, что их удары гнули железо как оловянную фольгу, и крепкие скалы они рвали на части, как хлебную корку. Изенгард также окружило кольцо хуорнов, которые убивали всех спасавшихся бегством орков.
Когда ворота и стены были полностью разрушены, молодой энт по имени Брегалад, или «Скородум» на вестроне, увидел Сарумана и бросился на него с криком «Древоубийца!», поскольку его народ и весь лес Фангорн сильно пострадали от бесцеремонной вырубки деревьев на дрова для плавильных печей Сарумана. За ним последовали другие энты, но самому Саруману с трудом удалось бежать в башню Ортханка. Будучи внутри, он открыл желоба и клапаны по всему Изенгарду и поджёг многих энтов, вошедших в его крепость. Один из них, Буковень, к несчастью, попал под огненный обстрел и сгорел, чем привёл в ярость остальную армию энтов. Хоббиты Мериадок Брендибак и Перегрин Тук, который присутствовали при битве и позже рассказали о ней Арагорну, Леголасу и Гимли, вспоминали о гневе энтов и рассказывали, что их яростного рёва было достаточно для того, чтобы дробить камни. Энты уничтожили все здания и машины на равнине, но ничего не смогли сделать с самой башней.
В этот момент энты провели совещание и придумали новый план атаки. Выкопав траншеи и уничтожив дамбу Сарумана, энты и хуорны изменили течение реки Изен, заставив её затопить «чашу» Изенгарда, покрыв водой всё, кроме самой башни, и заполнив все туннели и ямы, в которых находились военные машины. Этим закончилось разрушение Изенгарда, несмотря на то, что Саруман был в неприкосновенности внутри Ортханка.
Полное поражение Сарумана в Битве при Хорнбурге и разрушение его крепости сделало невозможным дальнейшее причинение магом вреда Западу путём войны, хотя он всё ещё обладал силой своего голоса, способного убеждать и приказывать, с помощью которого он мог нанести (и наносил) дальнейший ущерб. Если бы энты не уничтожили Изенгард, то Саруман, несмотря на поражение своей основной армии, мог бы выдержать осаду с небольшими оставшимися силами за обычно неприступными стенами Изенгарда, и выжидал бы, пока не смог бы возобновить свою мощь.
Позже Толкин замечал, что разрушение Изенгарда энтами базировалось на его недовольстве «Макбетом»: когда было провозглашено: «Бирнамский лес, приди же в Дунсинан!», он был совершенно разочарован, увидев лишь людей, ходящих по сцене с листьями на шляпах. Соответственно, он решил, что когда он будет писать эту же сцену для себя, то сделает это подобающим образом.

#### Осада Лориэна
Осада Лориэна (англ. Siege of Lórien) — никогда не названная таким образом в тексте «Властелина Колец» битва между орками Дол Гулдура и Мордора и эльфами-галадрим Лотлориэна под командованием Галадриэль и Келеборна. Битва была одной из крупнейших в Войне Кольца, и победа эльфов позволила Келеборну возглавить нападение на Дол Гулдур, где Галадриэль наконец положила конец зловещему влиянию Саурона в Лихолесье.
Неизвестно, как армия орков пересекла Андуин, хотя Северный брод кажется наиболее вероятным местом для этого. Силы Дол Гулдура, подкреплённые орками из Мордора, трижды атаковали Лориэн, как минимум в одном случае из трёх поддерживаемые орками Мории, атаковавшими с запада. Хотя эта битва и не описана Толкином подробно, можно предположить, что прекрасные леса на границах Лотлориэна серьёзно пострадали от огня, но отвага эльфов не дала врагу проникнуть слишком глубоко в их лесное королевство. Трижды враг атаковал, и трижды нападения были отбиты.
Смелость эльфов, защищавших Лориэн, была велика, хотя основная причина, по которой Лориэн не удалось завоевать, заключалась в тайной силе, защищавшей эту землю от вреда и создававшей мощную защиту от всякого зла. Такой силой была Галадриэль и её Адамантовое Кольцо, Ненья. Толкин отмечал, что единственный случай, в котором мог бы быть завоёван Лориэн, представился бы, если бы Саурон лично возглавил нападение на него.
Силы Дол Гулдура были разгромлены и бежали на юг, в сторону леса Фангорн. Древобород и войско энтов, уже до этого разрушившие Изенгард, вышли навстречу оркам, чтобы не дать им прорваться в Рохан. После встречи с энтами остатки обезумевших орков пытались бежать на восток, но были либо убиты энтами, либо утонули в Андуине.
После битвы Келеборн и Галадриэль возглавили переправу галадрим через Андуин во множестве небольших эльфийских лодок. Перебравшись на другой берег, они вошли в Лихолесье и атаковали Дол Гулдур. Затем пришла Галадриэль и обрушила его стены, и очистила подземелья, копируя действия Лютиэн на Тол Сирион, тем самым завершив власть зла в Лихолесье. Когда вести о победе короля Элессара на юге достигли лесных эльфов, Трандуил (недавно разгромивший армию орков в Битве в Лихолесье) встретился с Келеборном 6 апреля 3019 г.
Затем Лихолесье было разделено между Трандуилом (который взял себе север), беорнингами (которые поселились в центре леса, «Узких местах») и Келеборном, который присоединил южную половину леса к своим владениям, назвав её «Восточным Лориэном». Несмотря на победы эльфов, их присутствие в Средиземье продолжало сокращаться, и Галадриэль ушла за море в конце Третьей Эпохи.

#### Битва в Лихолесье
Битва в Лихолесье (англ. Battle of Mirkwood), также известная как Битва под деревьями (англ. Battle Under the Trees) — вооружённый конфликт, произошедший в ходе Войны Кольца в конце Третьей Эпохи.
Битва в Лихолесье представляла собой продолжительную серию вооружённых столкновений Войны Кольца. Орки Дол Гулдура пытались захватить Лихолесье и разгромить эльфов, однако им был оказан отпор. Главной целью Саурона на северном театре военных действий было нападение на Лотлориэн, и большинство сил Дол Гулдура было направлено именно туда. Оставшиеся силы Дол Гулдур использовал против королевства Трандуила, пытаясь обезопасить свой фланг. План Саурона также включал присоединение его союзников-истерлингов к атаке на Трандуила, чтобы разбить его, а затем сконцентрировать все силы Дол Гулдура на Лотлориэне. Однако истерлинги были отвлечены на осаду гномов Эребора и так и не смогли присоединиться к оркам в Лихолесье. Некоторую помощь Трандуилу, вероятно, оказали беорнинги — сидя в Кресле Зрения на Амон Хен, Фродо с помощью Кольца Всевластья мог наблюдать сражения эльфов, людей и тварей из Дол Гулдура под покровом Лихолесья и пожары в землях беорнингов. В лесах разгорелась жестокая битва, за которой последовало «великое огненное разрушение», поскольку в ходе битвы лес был подожжён. Король Трандуил привёл своих эльфов к победе и разбил орков, а затем с помощью Галадриэль подошёл к Дол Гулдуру и (после падения Саурона) уничтожил эту зловещую крепость.

#### Битва за Осгилиат
Битва за Осгилиат (англ. Battle of Osgiliath) — сражение между армиями Мордора и Гондора, непосредственно предшествовавшее осаде Минас Тирита и битве на Пеленнорских полях.
В последние годы перед битвой Саурон восстановил всю свою военную мощь и был готов напасть на Средиземье. В первую очередь он планировал атаковать своего самого сильного врага — Гондор. Однако для уничтожения столицы Гондора, Минас Тирита, Саурону вначале требовалось захватить Осгилиат, бывшую столицу страны, стратегически расположенную на Великой Реке Андуине. В Осгилиате располагались мосты через Андуин (город был расположен сразу на двух берегах реки), единственное место, где большая армия могла перейти через него на многие мили вверх и вниз по течению (переходы также существовали у Каир Андроса и в Пеларгире, но Осгилиат был ближе всего к Мордору). После захвата Осгилиата Саурон мог свободно отправить свою армию на другой берег Андуина к основной цели своей стратегии войны — Минас Тириту.
Битва за контроль над руинами Осгилиата, собственно, велась с переменным успехом в течение более чем столетия после захвата Итилиэна Мордором. Минас Тирит был окружён Раммас Эхор (англ. Rammas Echor), укреплённой стеной, охватывавшей кольцом Пеленнорские поля, две ветви которой встречались в Осгилиате, где были построены и обеспечены войсками Форты Стенных Проходов (англ. Causeway Forts), хотя сам Осгилиат и оставался в руинах. Эта внешняя стена также начала разрушаться, не обеспечиваемая необходимым ремонтом, с усилением упадка Гондора.
Новое наступление Мордора для захвата Осгилиата началось в июне 3018 г. Т.Э. Восточная часть города вскоре пала под ударами орков, однако они были выбиты из западной части города Боромиром, которому удалось уничтожить последний целый мост в Осгилиате, соединявший два берега реки. Это временно приостановило наступление сил Саурона, однако он продолжал удерживать восточную половину Осгилиата, а Гондор — западную. Эта передышка была вызвана, видимо, тем, что само нападение было скорее прощупыванием обороны Гондора, чем полномасштабной атакой. Во время перерыва в боевых действиях Боромир покинул Гондор для того, чтобы просить в Ривенделле разъяснений относительно сна о Проклятии Исилдура, который увидел он вместе с братом; в Гондор он более не вернулся.
В это время Фарамир, брат Боромира, руководил несколькими атаками Следопытов глубоко в оккупированном Мордором Итилиэне, нападая на армии врага, движущиеся к Чёрным Воротам; Фродо Бэггинс и Сэмуайз Гэмджи видели одно из таких нападений на группу харадрим.
Когда из Мордора был дан Великий Сигнал, и на него поступил ответ из Минас Моргула, началась собственно Война Кольца (хотя сражения в Изенгарде происходили до этого, и Саурон ранее вёл часть боевых действий на северных фронтах). Таким образом, Битва за Осгилиат стала первой битвой на юге.
Перед нападением Мордора правитель Дэнетор приказал Фарамиру возглавить войско Минас Тирита и вывести его в Осгилиат для усиления его гарнизона. Гэндальф также постоянно перемещался между Минас Тиритом и Осгилиатом, помогая Фарамиру и сопровождая раненых. Однако Мордор хорошо подготовился. За многие месяцы до битвы орки в Восточном Осгилиате тайно строили огромное количество лодок и плотов, и теперь, усиленные подкреплениями, они тучей ринулись через Андуин на гондорские позиции на западном берегу реки.
После долгих и тяжёлых боёв войска под командованием Фарамира были вынуждены отступить, изначально они отошли до Фортов Стенных Проходов на Раммас Эхор, где они задержали врага ценой тяжёлых потерь. Орки прорвались через стену, и воинам пришлось отступить в Минас Тирит. Сам Фарамир был тяжело ранен при отступлении: отравленная стрела пронзила его, когда он бился с конным предводителем харадрим. Ещё более серьёзный урон был причинён Чёрным дыханием назгула, но князь Дол Амрота Имрахиль возглавил атаку кавалерии, посланной Дэнетором для спасения арьергарда, и временно обратил врага в бегство. В то же время орки как могли починили несколько разрушенных мостов. После этого прибыли основные объединённые силы Мордора: они включали в себя армию, которую Фродо видел выходящей из Минас Моргула, однако это была «всего лишь одна и не самая большая армия из тех, что послал Мордор». Гораздо большее войско, собравшееся у Мораннона, присоединилось в Осгилиате, и объединённые силы вошли на западный берег Андуина. Ещё больше войск также перешло через броды у Каир Андроса, которые были недавно захвачены, но они пришли к Минас Тириту гораздо позже.
Теперь, когда Осгилиат полностью был в руках Мордора, гигантская армия Саурона подошла к Минас Тириту и окружила его, начав осаду Гондора, что привело через некоторое время к битве на Пеленнорских полях.

#### Битва при Байуотере
Битва при Байуотере описана в главе 8 книги VI «Властелина колец» — «Очищение Шира».
Битва при Байуотере была сражением между хоббитами и отрядом бандитов, подчинявшихся «Шарки» (магу Саруману). Битва считается последней битвой Войны Кольца. Народ Шира был поднят Мериадоком Брендибаком и Перегрином Туком, соответственно, рыцарями Рохана и Гондора. Мерри убил главаря бандитов, косоглазого оркоподобного убийцу.
Битва произошла 3 ноября 1419 года по календарю Шира (3019 г. Т.Э.) и была последним военным конфликтом Войны Кольца. Она стала второй битвой, произошедшей в пределах Шира с момента его основания за более чем 1400 лет до этого; первой стала Битва при Зеленополье, которая произошла в 1147 г. по календарю Шира (2747 г. Т. Э.).
Бандиты были посланы Шарки для подавления восстания хоббитов, поднявшегося в Байуотере. Однако разведчики хоббитов предупредили своих товарищей заранее, после чего хоббиты разработали план по окружению и пленению бандитов, когда те прибудут на место. Из повозок и телег был созданы импровизированные мобильные баррикады, и после того, как бандиты достигли центра города, дорога была заблокирована впереди и позади них. Бандиты попытались прорваться наружу сквозь ряды хоббитов, и некоторым это удалось. После этого они были окружены, и с ними началась схватка, которая продолжалась до полной победы хоббитов.
Ширских хоббитов возглавляли Мерри и Пиппин. Смелость и навыки, которые они приобрели в ходе путешествия с Братством и последующего участия в Войне Кольца, придали им уверенности в своих возможностях и позволили собрать ширский народ и выступить против захватчиков. Формально Пиппин всё ещё был рыцарем Гондора, поскольку король Элессар не освободил его от службы, а всего лишь предоставил бессрочный отпуск, и при отбытии Пиппина на родину Арагорн напомнил ему, что его восстановленный трон также распространяет свою власть и на северные земли, которые включают и Шир. Соответственно, Пиппин считал, что сражается с бандитами при поддержке власти короля. Сэмуайз Гэмджи также сражался в этой битве, а Фродо Бэггинс присутствовал там, но не сражался: в ходе битвы он следил, чтобы добровольно сложивших оружие бандитов не убивали.
На следующий день Фродо и трое его товарищей, возглавляя хоббитов Шира, вошли в Хоббитон. Там Фродо встретил Сарумана и приказал ему убираться из Шира. После этого Грима Змееуст убил мага, перерезав ему горло на пороге Бэг Энда. До того, как Фродо смог вмешаться, хоббиты застрелили Гриму тремя стрелами.

### Битва при Дагорладе
- Королёв К. Энциклопедия «Толкин и его мир». — Москва: Локид-Пресс, 2005. — С. 67. — 494 с. — 7100 экз. — ISBN 5-98601-018-3.

### Битва при Форносте
- Королёв К. Энциклопедия «Толкин и его мир». — Москва: Локид-Пресс, 2005. — С. 68. — 494 с. — 7100 экз. — ISBN 5-98601-018-3.
- J. E. A. Tyler. The complete Tolkien companion. — Macmillan, 2004. — 713 с. — ISBN 9780312315450.
- Robert Foster. The complete guide to Middle-earth: from the Hobbit through the Lord of the rings and beyond. — Random House Digital, Inc., 2001. — 568 с. — ISBN 9780345449764.